# Lîpivka, Polonne
Lîpivka (în ucraineană Липівка) este un sat în așezarea urbană Poninka din raionul Polonne, regiunea Hmelnîțkîi, Ucraina.

## Demografie
Componența lingvistică a localității Lîpivka
     Ucraineană (100%)
Conform recensământului din 2001, toată populația localității Lîpivka era vorbitoare de ucraineană (100%).